# Internationale luchthaven Lomé-Tokoin
Internationale luchthaven Lomé-Tokoin (Frans: Aéroport international de Lomé-Tokoin), ook bekend als de Internationale luchthaven Gnassingbé Eyadéma (Frans: Aéroport international Gnassingbé Eyadéma), is de internationale luchthaven van Lomé, Togo. 
De luchthaven is vernoemd naar voormalig president van Togo Gnassingbé Eyadéma en doet dienst als hub voor ASKY Airlines. Vanaf de luchthaven kan worden gevlogen binnen Afrika en naar Europa en de Verenigde Staten.

## Geschiedenis
Op 25 april 2016 werd een grote renovatie en uitbreiding afgerond, waarmee de capaciteit van de luchthaven verhoogd werd naar 3 miljoen passagiers per jaar.
In 2024 maakten meer dan 1,5 miljoen passagiers gebruik van de luchthaven.

## Luchtvaartmaatschappijen en bestemmingen

### Passagiers
Vanaf de Internationale luchthaven Lomé-Tokoin kan worden gevlogen naar de volgende bestemmingen met de volgende luchtvaartmaatschappijen (juni 2025):
| Luchtvaartmaatschappij | Bestemmingen |
| ---------------------- | --- |
| Air Burkina            | Cotonou, Ouagadougou |
| Air Côte d'Ivoire      | Abidjan, Accra, Cotonou |
| Air France             | Abuja, Parijs |
| ASKY Airlines          | Abidjan, Abuja, Accra, Bamako, Conakry (hervat 3 augustus 2025), Cotonou, Dakar, Douala, Kinshasa, Lagos, Libreville, Luanda, Malabo, Nairobi, Ouagadougou, Yaoundé |
| Brussels Airlines      | Accra, Brussel |
| Ethiopian Airlines     | Addis Abeba, Newark, Washington D.C. |
| Royal Air Maroc        | Casablanca |

### Vracht
Daarnaast heeft de luchthaven vrachtverbindingen met de volgende luchthavens:
| Luchtvaartmaatschappij | Bestemmingen                               |
| ---------------------- | ------------------------------------------ |
| Air Ghana              | Abidjan, Lagos                             |
| Ethiopian Cargo        | Accra, Addis Abeba, Brussel                |
| Kenya Airways Cargo    | Abidjan, Lagos                             |
| Solenta Aviation Gabon | Accra, Cotonou, Lagos, Niamey, Ouagadougou |

## Statistieken

### Passagiersaantallen
| Jaar | Passagiers | Jaar | Passagiers | Jaar | Passagiers | Jaar | Passagiers  |
| ---- | ---------- | ---- | ---------- | ---- | ---------- | ---- | ----------- |
| 1987 | 315.701    | 1997 | 224.393    | 2007 | 274.235    | 2017 | 661.088     |
| 1988 | 325.955    | 1998 | 219.099    | 2008 | 267.096    | 2018 | NB          |
| 1989 | 345.537    | 1999 | 218.948    | 2009 | 241.079    | 2019 | 916.659     |
| 1990 | 414.344    | 2000 | 231.763    | 2010 | 382.184    | 2020 | 459.961     |
| 1991 | 359.814    | 2001 | 179.812    | 2011 | 551.608    | 2021 | ± 960.000   |
| 1992 | 326.242    | 2002 | 200.246    | 2012 | 472.313    | 2022 | ± 1.230.000 |
| 1993 | 212.368    | 2003 | 215.663    | 2013 | 589.416    | 2023 | 1.418.769   |
| 1994 | 191.102    | 2004 | 234.557    | 2014 | 616.800    | 2024 | 1.509.946   |
| 1995 | 202.097    | 2005 | 218.966    | 2015 | 640.940    |      |             |
| 1996 | 225.345    | 2006 | 297.769    | 2016 | 666.343    |      |             |

## Incidenten en ongevallen
- Op 26 december 1974 stortte een Grumman American G-1159 Gulfstream II van de Togolese overheid neer tijdens de nadering.[6] Het toestel keerde terug uit Niamey, nadat het daar president Seyni Kountche had gebracht.[7] Drie van de zes inzittenden kwamen om.